# Tournoi d'échecs de Munich 1942
Le tournoi d'échecs de Munich 1942 s'est déroulé du 14 au 26 septembre 1942. Surnommé le  Championnat européen (Europameisterschaft), il est organisé à Munich (Allemagne). Cependant, un certain nombre de joueurs ne purent y participer en raison de la Seconde Guerre mondiale, et les nazis exclurent les joueurs juifs. Ce tournoi fut remporté par Alexandre Alekhine (France) devant Paul Keres (Estonie) et Efim Bogoljubov (Allemagne).

## Tournoi principal
Le classement final est le suivant :
- 1. Alexandre Alekhine (France) 8,5 / 11,
- 2. Paul Keres (Estonie) 7,5,
- 3-5. 7 points :
  - Efim Bogoljubov (Allemagne),
  - Kurt Richter (Allemagne),
  - Jan Foltys (Protectorat de Bohême-Moravie)
- 6. Gedeon Barcza (Hongrie) 5,5,
- 7. Klaus Junge (Allemagne) 5,
- 8. Ludwig Rellstab (Allemagne) 4,5,
- 9-10. 4 points :
  - Gösta Stoltz (Suède)
  - Ivan Vladimir Rohaček (Slovaquie),
- 11. Mario Napolitano (Italie) 3,5,
- 12. Braslav Rabar (Croatie) 2,5.

## Tournoi de qualification
Voici le classement du tournoi de qualification associé (Wertungsturnier) :
- 1. Gösta Danielsson (Suède) 8 / 11,
- 2. József Szily (Hongrie) 7,
- 3-5.
  - Géza Füster (Hongrie),
  - Federico Norcia (Italie),
  - Hans Müller (en) (Allemagne) 6,5,
- 6. Vincenzo Nestler (Italie) 6,
- 7-8
  - . Sergiu Samarian (Roumanie)
  - Alexander Tsvetkov (Bulgarie) 5,5,
- 9. Mladen Šubarić (Croatie) 5,
- 10. Carl Ahues (Allemagne) 4,5,
- 11. Charles Roele (Pays Bas) 4,
- 12. Olof Kinnmark (Suède) 1.